# Ржезніков Арон Йосипович
Аро́н Йо́сипович Рже́зніков — художник радянських часів.

## Короткий життєпис
З 1910 року навчався в Чернігівському реальному училищі. Брав участь у виставках, керував студією та майстернею, де створювалися плакати, творив театральні декорації. 1917 року поступив на навчання до Московського училища живопису, скульптури та архітектури, проте в швидкому часі помирає батько, і Арон змушено повертається додому. 1922 року поступив учитися до ВХУТЕМАСу, яке закінчив 1927-го, учителями були Роберт Фальк та Давид Штеренберг.
Станом на кінець 1930-х був у складі художнього об'єднання «Група п'яти», де також були художники Лев Аронов, Лев Зевін, Михайло Добросердов, Абрам Мільчин.
В 1939—1940 роках писав дослідницькі статті про імпресіонізм, Сезанна та інших майстрів.
1940 року у Москві відбулася виставка «Групи п'яти».
Учасник Другої світової війни. 1943 року загинув на фронті.
Серед робіт: «Затон», 1925, «Поле», 1928, «Річкове дно», 1929, «Чернігівський пейзаж», 1929, «Бібі-Ханим», 1930, «Мотиви Бібі-Ханим», 1930, «Берег річки», 1933.